# استان الیزی
| استان الیزی        | استان الیزی          |
| ------------------ | -------------------- |
|                    |                      |
| Algeria-Illizi.png |                      |
| کشور               | الجزایر              |
| مساحت              | ۲۸۵,۰۰۰ کیلومتر مربع |
| جمعیت              |                      |
| جمعیت              | ۵۴,۴۹۰               |
| تراکم جمعیت        | ۰.۲/کیلومتر مربع     |
| شمارگان            |                      |
| شمارهٔ استان        | ٣۳                   |
| پیش‌شمارهٔ تلفنی     | ۰۲۹                  |
| تعداد فرمانداری‌ها  | ۳                    |
| تعداد شهرستان‌ها    | ۶                    |
| کد پستی            |                      |

الیزی (به عربی: ولایة اليزي) نام استان سی‌وسوم از استان‌های کشور الجزایر است. ایلیزی استانی بزرگ در شرق الجزایر است که همنام با مرکز آن است. از شمال با استان ورقله، از شمال شرقی با تونس، از شرق با لیبی، از جنوب با استان جانت و از غرب با استان عین صالح و استان تمنراست همسایه است. بر اساس سرشماری سال ۲۰۰۸، این استان دارای جمعیت ۵۲۳۳۳ نفر و نرخ رشد سالانه ۴/۵‍‍٪ بود. این استان در سال ۱۹۸۴ از استان ورقله جدا شد. در ژانویه ۲۰۱۳، یک بحران گروگانگیری در یک تاسیسات گاز طبیعی در نزدیکی ان امیناس رخ داد.

## منابع